# Monténégro aux Jeux méditerranéens de 2018
Cet article contient des informations sur la participation et les résultats du Monténégro aux Jeux méditerranéens de 2018 à Tarragone en Espagne.

## Médailles

### Or
| Sport              | Discipline | Sportifs |
| Médailles d'or : 0 |            |          |

### Argent
| Sport                  | Discipline            | Sportifs      |
| Médailles d'argent : 1 |                       |               |
| Karaté                 | Moins de 55 kg femmes | Ana Draskovic |

### Bronze
| Sport                   | Discipline            | Sportifs       |
| Médailles de bronze : 1 |                       |                |
| Karaté                  | Moins de 68 kg femmes | Marina Rakovic |